# El detectiu Conan: El malson més negre
El detectiu Conan: El malson més negre (名探偵コナン 純黒の悪夢, Meitantei Konan: Junkoku no Naitomea) és una pel·lícula japonesa d'anime dirigida per Kōbun Shizuno i estrenada el 16 d'abril del 2016. És la vintena basada en la sèrie de manga Detectiu Conan de Gosho Aoyama. Es va estrenar doblada al català el 27 de juny del 2020.

## Argument
Una espia de l'Organització dels Homes de Negre, amb el nom en codi de Curaçao, s'infiltra a l'Agència de Seguretat Pública del Japó i roba la llista d'agents infiltrats a l'Organització que treballen per a l'MI6, els Serveis d'Intel·ligència d'Alemanya i del Canadà, l'FBI i la CIA. Els agents japonesos liderats per en Tooru Amuro arriben just a temps, però l'espia s'escapa en cotxe i, en la persecució posterior, cau daltabaix de la carretera. L'endemà, en Conan i els seus amics van a un aquari de Tòquio on troben una dona sola i ferida, amb els ulls de colors diferents. Sembla que la dona té amnèsia i ni tan sols recorda com es diu. En Conan i companyia volen que recuperi la memòria i es queden amb ella, mentre la Vermouth s'ho mira de prop.

## Doblatge
| Shinichi Kudo            | Kappei Yamaguchi   | Òscar Muñoz           |
| Conan Edogawa            | Minami Takayama    | Joël Mulachs          |
| Ran Mouri                | Wakana Yamazaki    | Núria Trifol          |
| Kogoro Mouri             | Akira Kamiya       | Jordi Royo            |
| Ai Haibara               | Megumi Hayashibara | Roser Aldabó          |
| Hiroshi Agasa            | Kenichi Ogata      | Fèlix Benito          |
| Genta Kojima             | Wataru Takagi      | Miquel Bonet          |
| Mitsuhiko Tsuburaya      | Ikue Ōtani         | Elisabet Bargalló     |
| Ayumi Yoshida            | Yukiko Iwai        | Berta Cortés          |
| Sonoko Suzuki            | Naoko Matsui       | Eva Lluch             |
| Inspector Megure         | Chafūrin           | Ramon Canals          |
| Wataru Takagi            | Wataru Takagi      | Marc Gómez            |
| Miwako Sato              | Atsuko Yuya        | Meritxell Sota        |
| Kazunobu Chiba           | Isshin Chiba       | Aleix Estadella       |
| Tooru Amuro/Rei Furuya   | Tōru Furuya        | Roger Pera            |
| Shuichi Akai             | Shūichi Ikeda      | Manel Gimeno          |
| James Black              | Takaya Hashi       | Enric Isasi-Isasmendi |
| Jodie Starling           | Miyuki Ichijou     | Montse Puga           |
| Andre Camel              | Kiyoyuki Yanada    | Pep Ribas             |
| Hidemi Hondo             | Kotono Mitsuishi   | Irene Miràs           |
| Yuya Kazami              | Nobuo Tobita       | Sergi Zamora          |
| Azusa Enomoto            | Mikiko Enomoto     | Irene Miràs           |
| Gin                      | Yukitoshi Hori     | Luis Grau             |
| Vodka                    | Fumihiko Tachiki   | Domènech Farell       |
| Vermouth                 | Mami Koyama        | Lourdes Fabrés        |
| Chianti                  | Kikuko Inoue       | Marta Moreno          |
| Korn                     | Hiroyuki Kinoshita | Santi Lorenz          |
| Curaçao                  | Yūki Amami         | Elisa Beuter          |
| Font: Anime News Network |                    |                       |